# Isabel Vilallonga Elviro
Isabel María Vilallonga Elviro (San Vicente de Alcántara, 28 de novembre de 1949) és una política espanyola.

## Biografia
Nascuda el 28 de novembre de 1949 a San Vicente de Alcántara, província de Badajoz, es va llicenciar en Ciències Polítiques i Sociologia. Activista en el moviment estudiantil i veïnal a Madrid (com a membre de l'Associació de Veïns de La Corrala de Lavapiés) i militant des de finals de la dècada de 1960 al Partit Comunista d'Espanya (PCE), es va convertir en regidora del Ajuntament de Madrid al juny de 1981, substituint a Ramón Tamames, que havia abandonat el PCE.
El dia 18 de novembre de 1981 li va ser notificada la seva expulsió del PCE al costat de Eduardo Mangada, Cristina Almeida, José Luis Martín Palacín i Luis Larroque, també regidors, sent ratificada la decisió el gener de 1981 després de la desestimació del recurs.
Va retornar al PCE i va encapçalar la candidatura d'Esquerra Unida (IU) per a les eleccions a l'Assemblea de Madrid de 1987, que va obtenir 7 escons. Va tornar de nou a repetir com a cap de llista d'IU a les eleccions a l'Assemblea de Madrid de 1991. Va ser entre 1991 i 1995 senadora per designació del legislatiu autonòmic.
Villalonga, que va ser una dels impulsors del Partido Democrático de la Nueva Izquierda (PDNI), va ser apartada de la direcció d'IU al juny de 1997. De cara a les eleccions municipals de 1999 a Madrid, es va presentar com a nombre 6 de la candidatura PSOE-Progressistes. sent triada regidora, en el que va suposar la seva volta al consistori de la capital espanyola. Va repetir com a regidor dins les files del PSOE després de les eleccions municipals de 2007 i eleccions municipals de 2007 a Madrid, acomiadant-se de la seva tasca el l'ajuntament el 2011.